# Moj mali poni: Devojke iz Ekvestrije — Čarolija muzike
Moj mali poni: Devojke iz Ekvestrije — Čarolija muzike (engl. My Little Pony: Equestria Girls — Dance Magic) je prvi specijal u franšizi Devojke iz Ekvestrije.

## Emitovanje i sinhronizacija
Specijal je premijeru imao 14. maja 2017. u Poljskoj na kanalu Teletun+ pod nazivom Magia tańca. U Sjedinjenim Američkim Državama, specijal je emitovan 24. juna 2017. na kanalu Diskaveri Femili.
U Srbiji, Crnoj Gori, Bosni i Hercegovini i Republici Makedoniji specijal je emitovan 9. oktobra 2017. na kanalu Minimaks TV sinhronizovan na srpski jezik. Sinhronizaciju je producirao studio Studio.

## Uloge
| Ime lika        | Glas |
| --------------- | ---- |
| Tvajlajt Sparkl |      |
| Epldžek         |      |
| Rejnbou Deš     |      |
| Flateršaj       |      |
| Pinki Paj       |      |
| Reriti          |      |
| Spajk           |      |
| Sanset Šimer    |      |
| Sor Svit        |      |
| Šugarkout       |      |
| Sani Fler       |      |
| Lemon Zest      |      |

## Spoljašnje veze
- Moj mali poni: Devojke iz Ekvestrije — Čarolija muzike na sajtu  (jezik: engleski)